# Eucoptocnemis worthingtoni
Eucoptocnemis worthingtoni är en fjärilsart som beskrevs av Augustus Radcliffe Grote 1880. Eucoptocnemis worthingtoni ingår i släktet Eucoptocnemis och familjen nattflyn. Inga underarter finns listade i Catalogue of Life.